# Porcellanidae

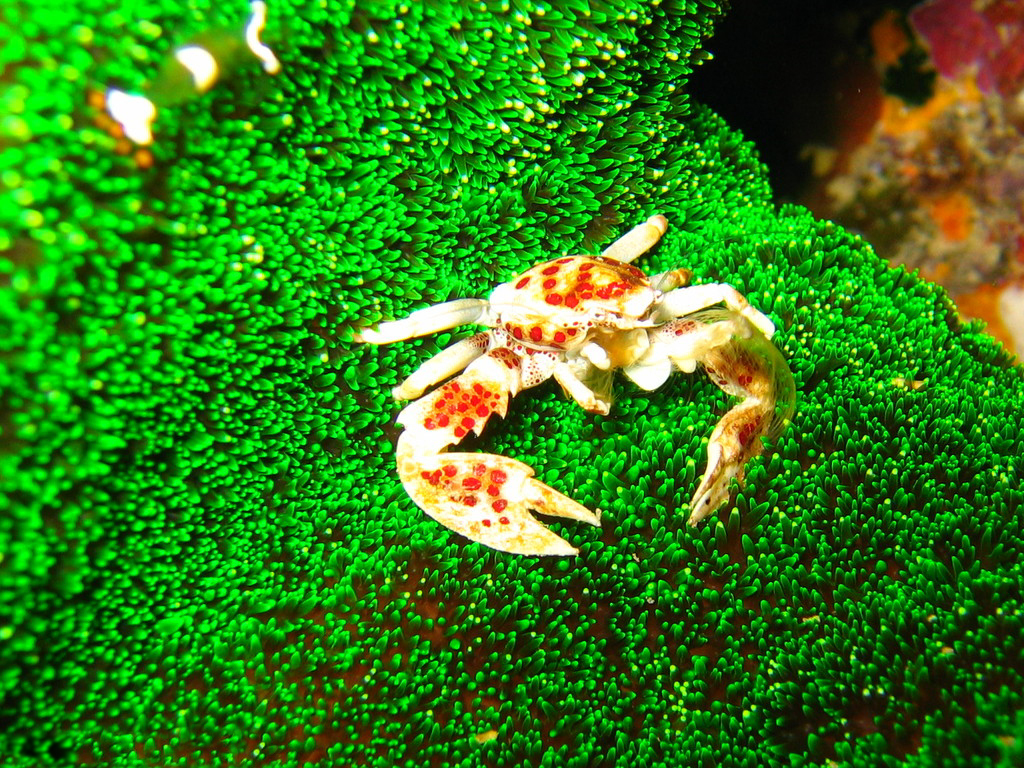
Neopetrolisthes maculatus.

Porcellanidae Haworth, 1825 é uma família de crustáceos decápodes da infraordem Anomura.

## Descrição
Os caranguejos-porcelana da família Porcellanidade têm aparência semelhante em muitos aspectos os caranguejos verdadeiros, nomeadamente um corpo achatado e arredondado e um arranjo de apêndices similar. Apesar dessas semelhanças externas, os caranguejos-porcelana não têm uma relação filogenética estreita com os caranguejos verdadeiros, sendo antes parentes próximos da família Galatheidae (os sastres ou galateias).
A maioria das espécies de caranguejos-porcelana são muito pequenos, com a carapaça geralmente não ultrapassando 1-2 centímetros de comprimento. Muitas espécies apresentam cores e padrões distintos.
O grupo tem distribuição natural em todos os oceanos, mas está ausente das águas frias do Ártico e da região Antártida, preferindo habitats ricos em anémonas, corais e esponjas. Para escapar aos predadores, procuram refúgio entre as anémonas ou escondendo-se em fendas apertadas dos fundos marinhos. Quando atacados por um predador, têm a capacidade de soltar um apêndice para escapar. O apêndice perdido é substituído pelo crescimento de um novo.
A dieta consiste em plâncton e outras partículas orgânicas pequenas em suspensão na coluna de água, que capturam com cílios presentes nos seus apêndices.

## Géneros
A família Porcellanidae inclui os seguintes géneros:
- Aliaporcellana Nakasone & Miyake, 1969
- Capilliporcellana Haig, 1981
- Clastotoechus Haig, 1960
- Euceramus Stimpson, 1858
- Enosteoides Johnson, 1970
- Eulenaios Ng & Nakasone, 1993
- Lissoporcellana Haig, 1978
- Megalobrachuium Stimpson, 1858
- Minyocerus Stimpson, 1858
- Neopetrolisthes Miyake, 1937
- Neopisoma Haig, 1960
- Pachycheles Ward, 1942
- Parapetrolisthes Haig, 1962
- Petrolisthes Stimpson, 1858
- Pisidia Leach, 1820
- Polyonyx Stimpson, 1858
- Porcellana Lamarck, 1801
- Porcellanella White, 1852
- Pseudoporcellanella Sankarankutty, 1961
- Raphidopus Stimpson, 1858
- Ulloaia Glassell, 1938

## Galeria

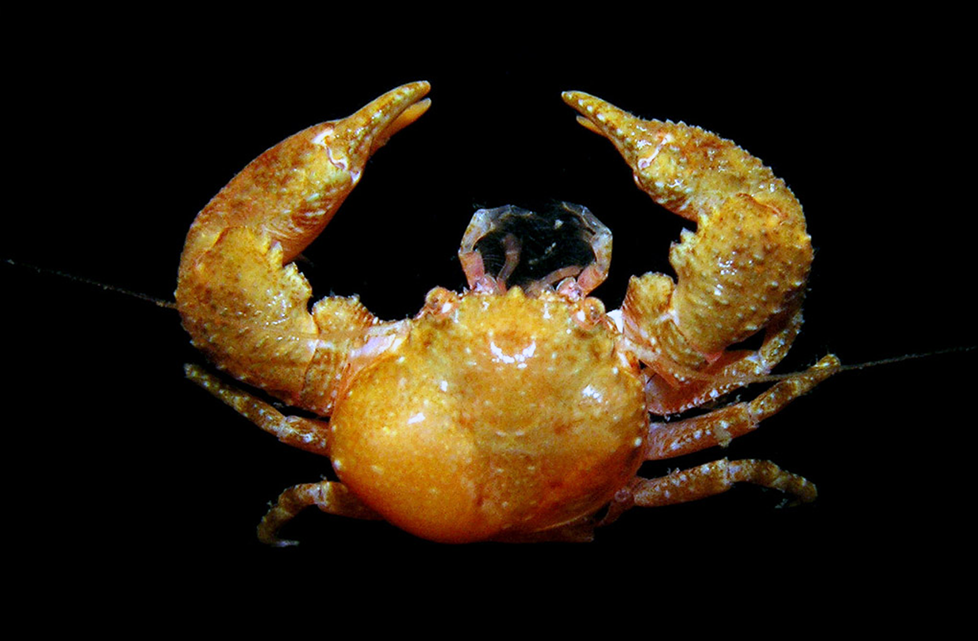
Aliaporcellana cf. suluensis
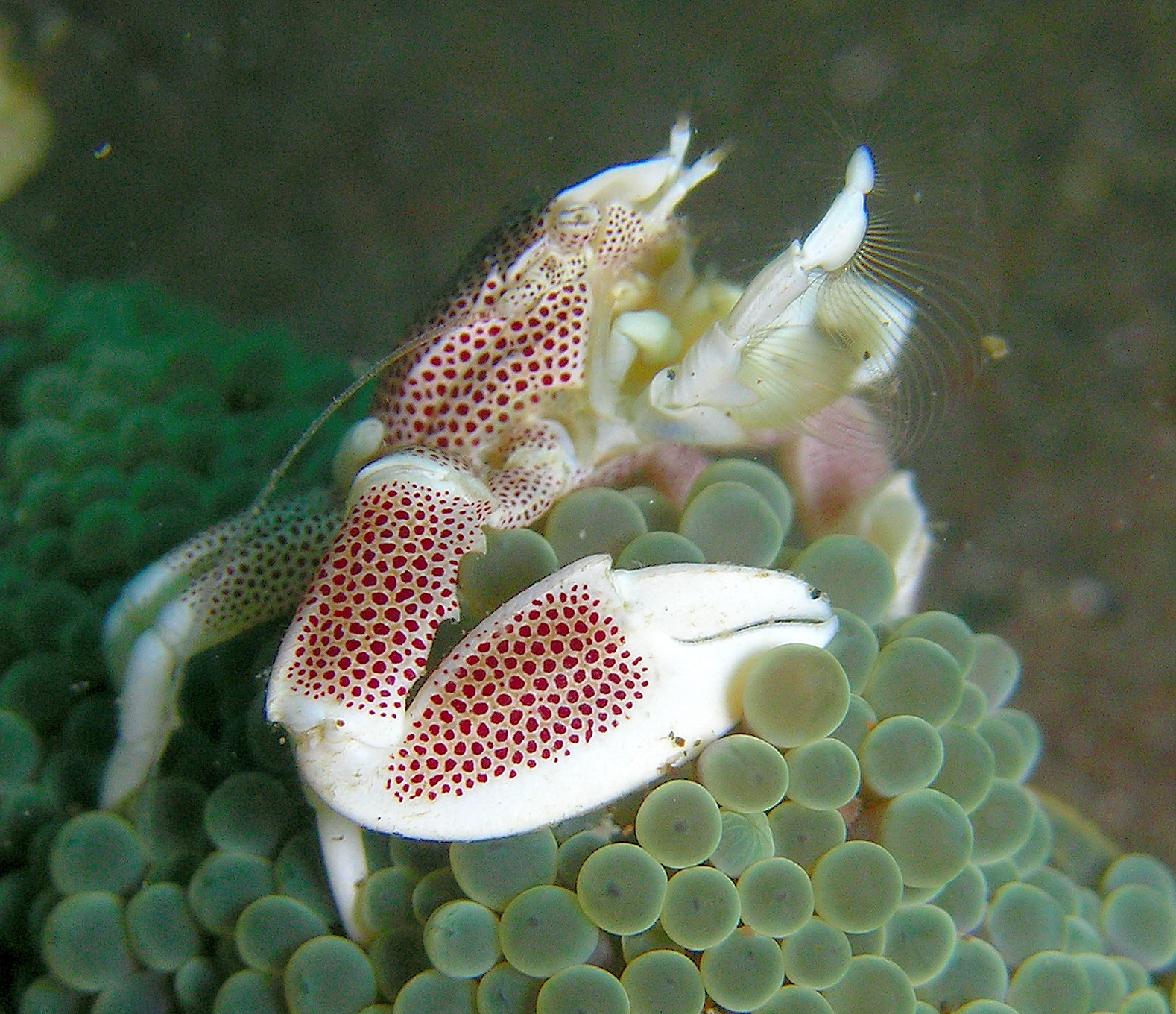
Neopetrolisthes maculatus
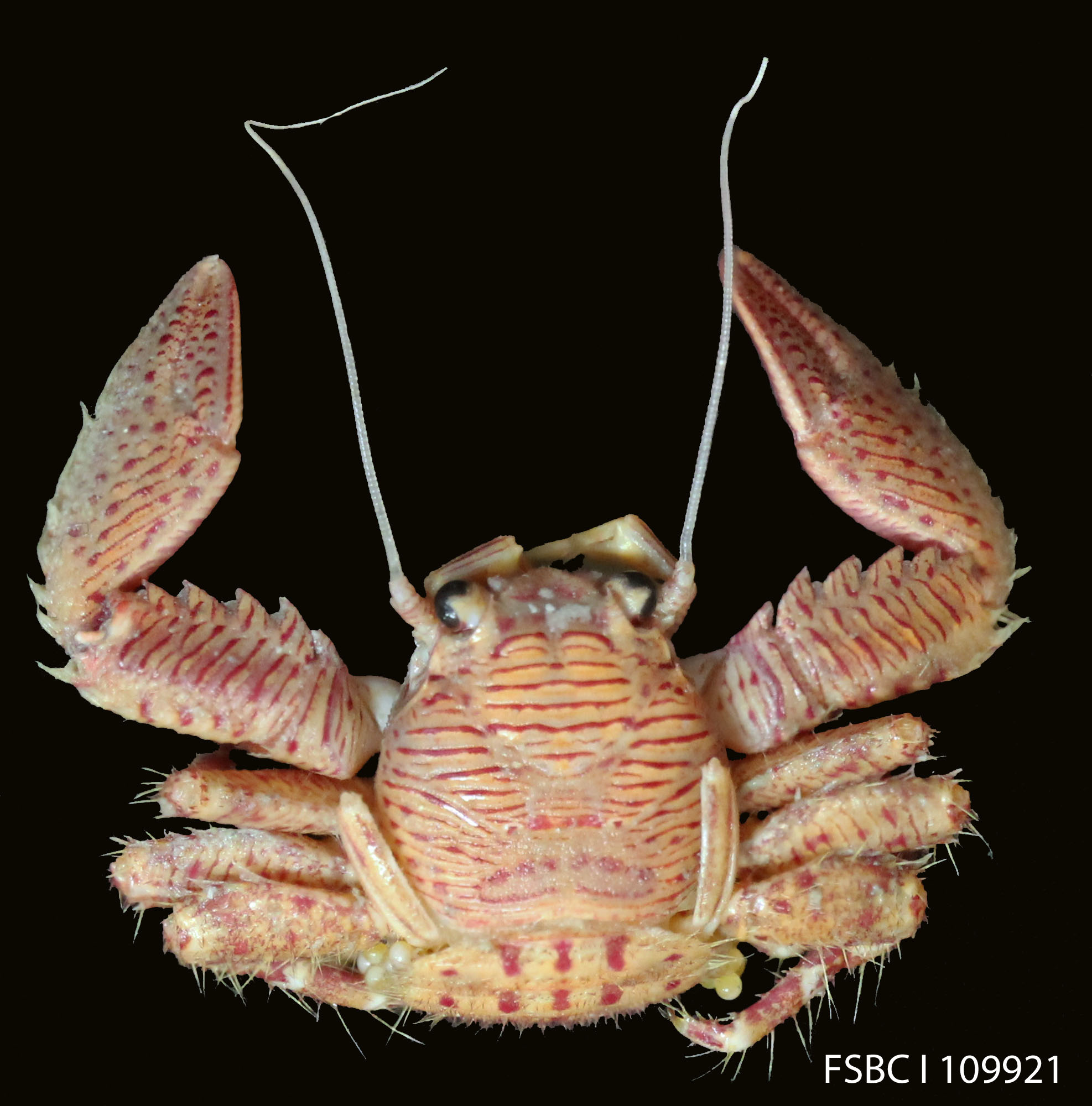
Petrolisthes galathinus
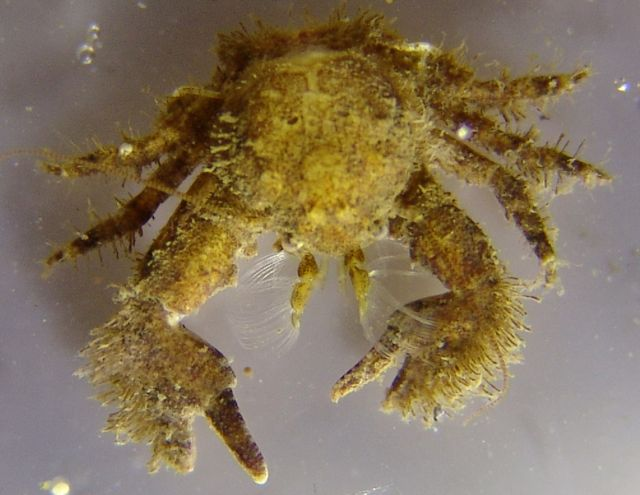
Porcellana platycheles
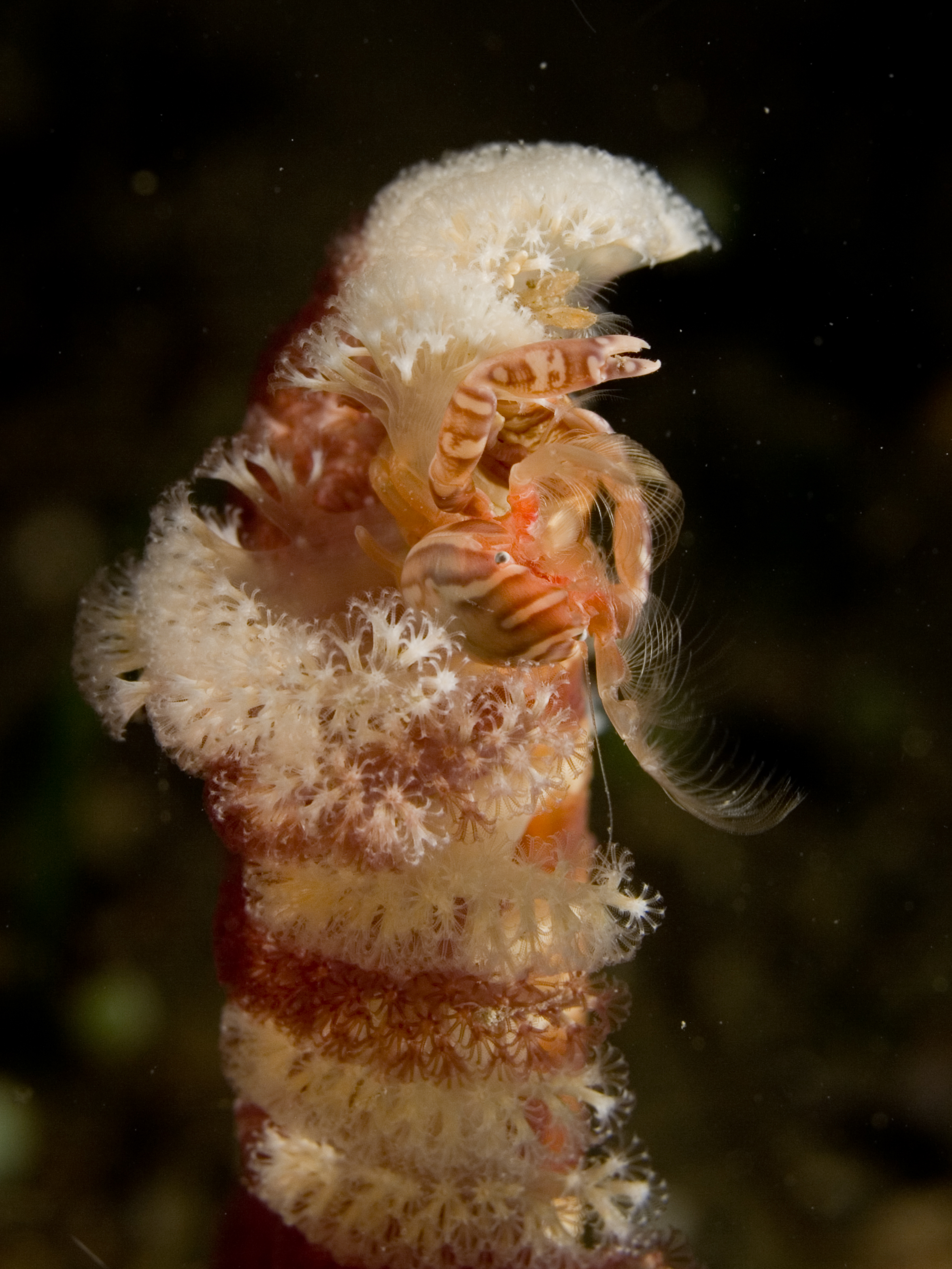
Porcellanella triloba
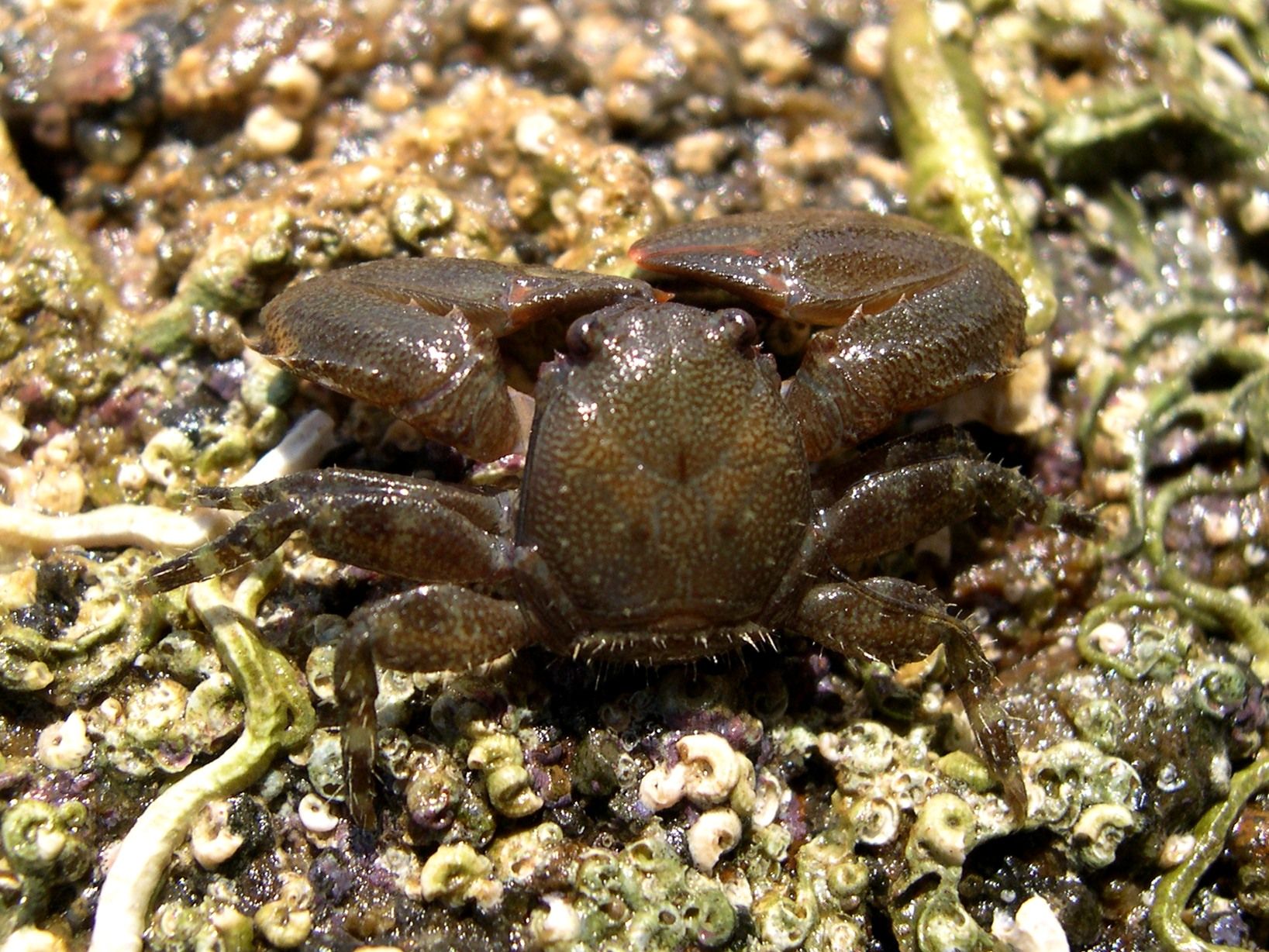
Petrolisthes japonicus